# Cilostazol

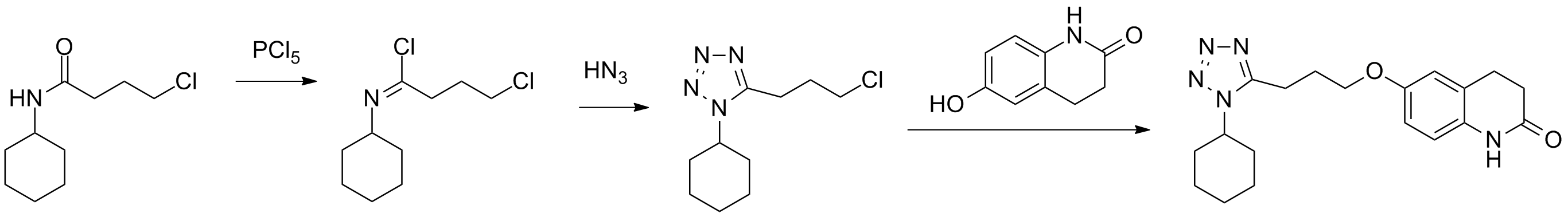
Síntesis del Cilostazol

El cilostazol es un inhibidor de la fosfodiesterasa 3, derivado de la 2-oxiquinilona que posee propiedades antiagregantes plaquetarias y vasodilatadoras. Se utiliza para el tratamiento de la claudicación intermitente. Tiene por lo tanto dos mecanismos de acción diferentes, si bien hasta el momento se emplea fundamentalmente por su acción vasodilatadora.
La claudicación intermitente es el síntoma cardinal de la Enfermedad Arterial Periférica, causada por la obstrucción de las arterias que irrigan las extremidades inferiores. Una de los principales características es dolor en las piernas cuando se recorre una distancia determinada.
Se han realizado diferentes ensayos clínicos con el cilostazol en los que se ha demostrado que los pacientes que toman el fármaco, mejoran de los síntomas de la claudicación intermitente y son capaces de recorrer mayores distancias sin presentar dolor.
Se utiliza en forma de comprimidos de 100 mg y la dosis recomendada es un comprimido cada 12 horas.
Entre los efectos secundarios leves los más frecuentemente observados han sido dolor de cabeza (cefalea), palpitaciones, taquicardia y diarrea. El cilostazol está contraindicado en los pacientes con insuficiencia cardíaca congestiva. 